# ماسائه اوئنو
ماسائه اوئنو (انگلیسی: Masae Ueno؛ زادهٔ ۱۷ ژانویهٔ ۱۹۷۹) جودوکار اهل ژاپن است.